# Sepoltura dei videogiochi Atari

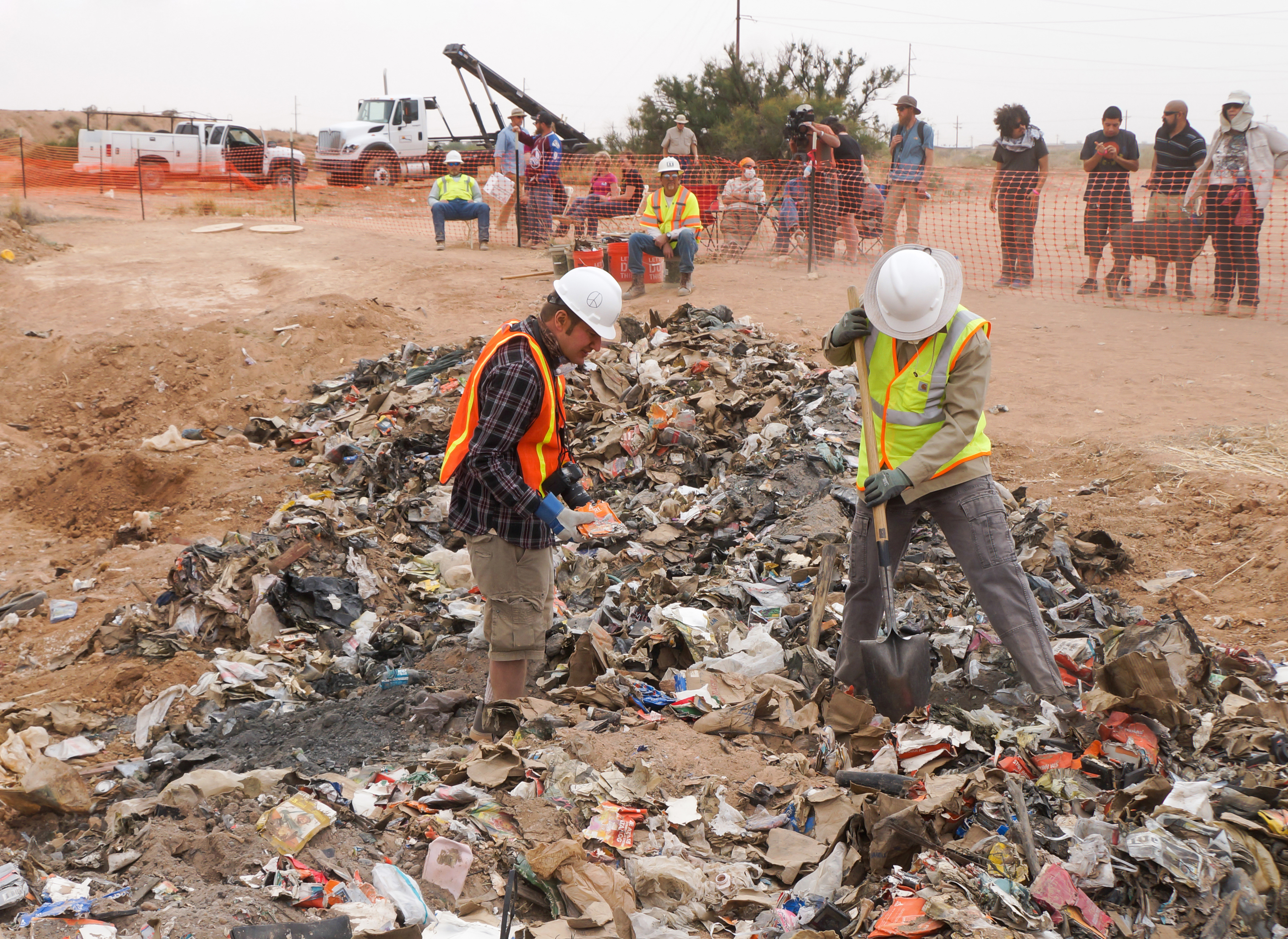
Gli scavi condotti nel 2014 ad Alamogordo (Nuovo Messico) hanno riportato alla luce il materiale sepolto

La sepoltura dei videogiochi Atari fu un importante avvenimento nella storia dei videogiochi che vide, nel 1983, l'azienda statunitense Atari sotterrare migliaia di cartucce di videogiochi della propria console di punta, l'Atari 2600, in una discarica desertica di Alamogordo (Nuovo Messico).
Considerata per oltre trent'anni una leggenda metropolitana, la sepoltura dei videogiochi Atari fu incredibilmente confermata dopo alcuni scavi avvenuti nel 2014.

## Storia

### Difficoltà finanziarie

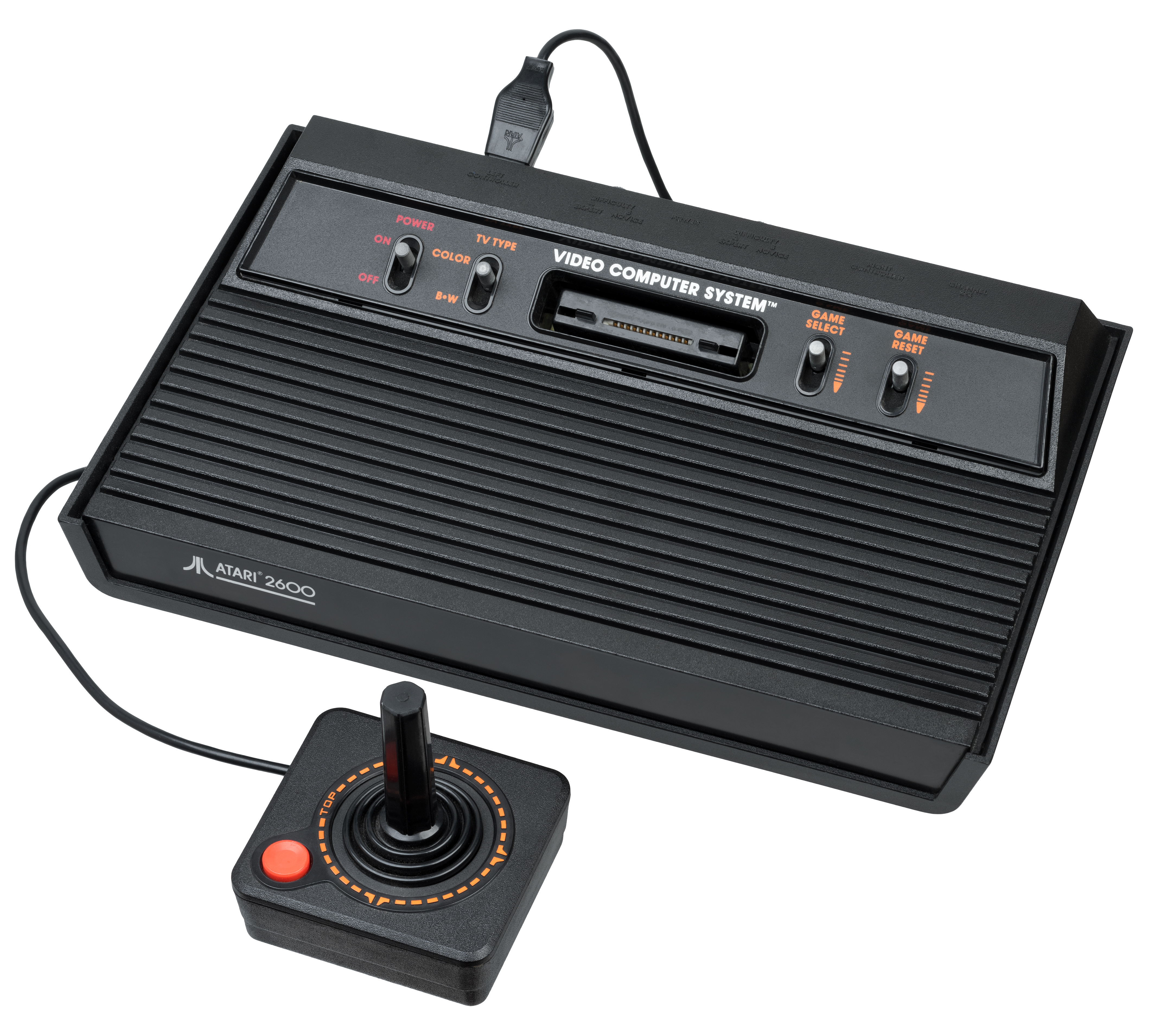
La console dell'Atari 2600

Atari venne acquistata nel 1976 da Warner Communications per 28 milioni di dollari, quando era in piena crescita. Nel 1982 i suoi utili arrivarono a 2 miliardi di dollari. A quel tempo, Atari era accreditata dell'80% dell'intero mercato dei videogiochi, e generava più della metà del fatturato della società a cui apparteneva, arrivando a generare tra il 65 e il 70% dei guadagni di Warner Communications. Alla fine del 1982 le previsioni di crescita per l'anno seguente davano Atari in aumento del 50%.
Inaspettatamente, il 7 dicembre 1982 la società dichiarò che le previsioni di crescita del fatturato per il 1982 sarebbero state tra il 10 e il 15%. Il giorno seguente il prezzo delle azioni di Warner Communications crollò di un terzo e il trimestre fiscale si chiuse con gli utili di Warner ridotti del 56%. A questo si aggiunse il fatto che l'amministratore delegato di Atari, Ray Kassar fu indagato per insider trading con l'accusa di aver venduto 5.000 azioni della Warner mezz'ora prima dell'annuncio delle disastrose previsioni per l'anno seguente. Kassar fu costretto a dimettersi dalla sua carica nel mese di luglio del 1983. Fu in seguito prosciolto da ogni accusa. Alla fine del 1983 Atari perse 536 milioni di dollari e l'anno seguente Warner Communications decise di vendere la divisione console di Atari, conservando solo quella relativa alla produzione degli arcade.

### Insuccessi commerciali
La tendenza di Atari a convertire per la sua console giochi arcade molto popolari aveva portato alla creazione di titoli di successo, come la conversione del suo Asteroids o quella di Space Invaders di Taito. Quando Atari negoziò con Namco la licenza di Pac-Man essa pensava che la versione per Atari 2600 del titolo avrebbe venduto molte copie, trascinata dal successo dell'originale. Per questo motivo decise di produrne 12 milioni di cartucce, nonostante avesse venduto solo 10 milioni di console.
La società aveva calcolato che Pac-Man non solo avrebbe generato 500 milioni di dollari di guadagno dalla vendita delle cartucce ma avrebbe incrementato anche le vendite della console, confidando sul fatto che molte persone che non possedevano la console l'avrebbero acquistata per poter divertirsi con quel gioco anche a casa propria. Il prodotto finito però, distribuito nel mese di marzo del 1982, fu aspramente criticato per la sua scarsa giocabilità e, nonostante il fatto che Pac-Man fosse diventato il titolo per Atari 2600 più venduto di sempre con i suoi 7 milioni di copie, lasciò Atari con 5 milioni di copie invendute nei magazzini, a cui si sommarono quelle che i clienti insoddisfatti del titolo avevano restituito per farsi rimborsare i soldi del prezzo di acquisto.
Oltre ai problemi legati alle scarse vendite di Pac-Man, Atari dovette fronteggiare anche il fallimento commerciale dell'adattamento a videogioco del film E.T. l'extra-terrestre. Il gioco, intitolato anch'esso E.T. the extraterrestrial, fu il risultato di un accordo intercorso fra la stessa Warner Communications e il regista del film Steven Spielberg. L'accordo per la licenza era costato una cifra compresa fra i 20 e i 25 milioni di dollari, un importo veramente elevato per l'epoca, e Atari si mise all'opera anche se l'idea di fare un videogioco basato su un film e di poterlo vendere cavalcando il successo della pellicola piuttosto che fare l'adattamento di un titolo arcade di successo che fosse stato trascinato dalla popolarità nelle sale giochi fece sollevare diversi dubbi.
Atari produsse 5 milioni di cartucce del gioco ma, nonostante fosse stato pubblicato in tempo per le festività natalizie del 1982, vendette solo 1,5 milioni di copie; Atari si ritrovò quindi con più della metà delle cartucce del gioco invendute. Il gioco fu duramente criticato, guadagnandosi dalla critica il titolo di "peggior videogioco mai prodotto". La rivista Billboard riportò la notizia secondo cui l'elevato numero di copie invendute del gioco, unito all'aumento della concorrenza, spinse i rivenditori di videogiochi a chiedere ai produttori l'istituzione di programmi ufficiali di ritiro del materiale invenduto.
I fallimenti di questi titoli furono ulteriormente aggravati dalle politiche commerciali che Atari aveva attuato nel 1981. Confidando nelle forti vendite dei suoi prodotti, la società aveva chiesto ai rivenditori di piazzare gli ordini per il 1982 tutti in una volta. Però le vendite nel settore videoludico nel 1982 subirono un rallentamento e i rivenditori che avevano piazzato gli ordini in blocco si ritrovarono con moltissimi articoli Atari invenduti. Il risultato fu che i distributori restituirono quei prodotti e Atari si ritrovò alla fine con diversi milioni di cartucce assolutamente invendibili.

### Sepoltura dei videogiochi

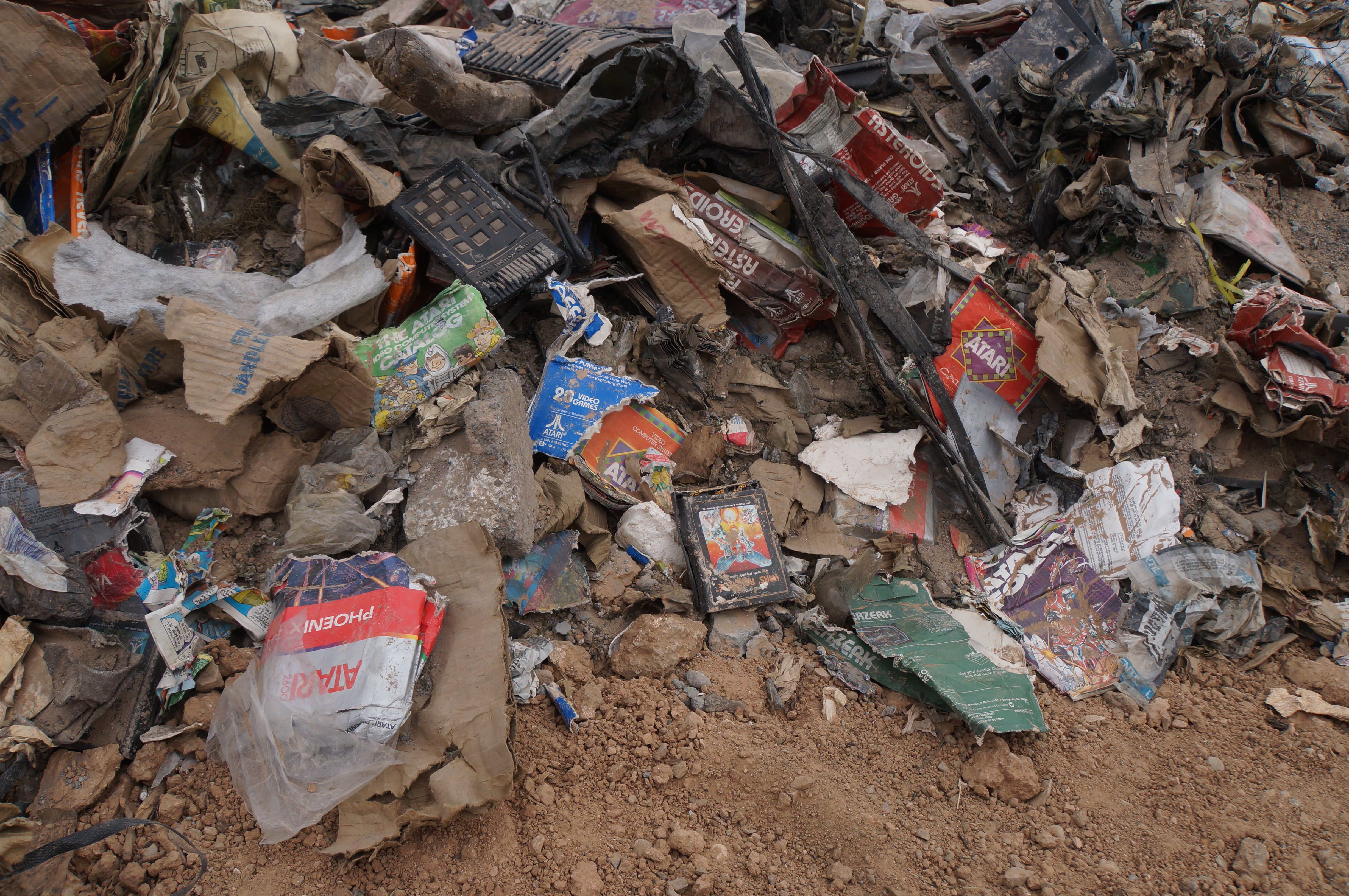
Materiale sepolto da Atari nella discarica di Alamogordo (Nuovo Messico)

Nel mese di settembre del 1983 l'Alamogordo Daily News, un giornale di Alamogordo, Nuovo Messico, dichiarò in una serie di articoli che, durante il mese, tra i 10 e 20 autoarticolati della BFI, una locale società di smaltimento rifiuti solidi, avevano rovesciato nella vicina discarica della città il carico dei loro semirimorchi, consistente in scatole, cartucce e console giochi provenienti da un magazzino di Atari che si trovava a El Paso, Texas, per distruggerlo e seppellirlo.
La spiegazione che Atari dette a tale fatto fu che stava passando dai giochi per l'Atari 2600 a quelli per l'Atari 5200 ma questa affermazione fu contraddetta più tardi da un dipendente che dichiarò che non era quello il motivo. Bruce Enten, un responsabile della Atari, dichiarò in via ufficiale che la società stava mandando al macero alla discarica di Alamogordo soltanto cartucce difettose che erano state restituite, quindi principalmente materiale non più utilizzabile.
Il 28 settembre 1983 il New York Times si interessò alla storia della discarica del Nuovo Messico usata da Atari. Un rappresentante di Atari confermò l'articolo del giornale in cui si affermava che la merce distrutta proveniva da uno stabilimento Atari di El Paso, che sarebbe stato chiuso e convertito ad impianto di riciclaggio.. L'articolo del Times non specificò quali giochi fossero stati distrutti ma gli articoli successivi si riferirono generalmente alla storia della discarica citando il ben noto fallimento del gioco E.T. Inoltre il titolo City to Atari: "E.T." trash go home ("Città ad Atari: la spazzatura di "E.T." torni a casa") in uno degli articoli dell'Alamogordo News implicava che le cartucce fossero proprio quelle di E.T.
L'allora presidente e amministratore delegato di Atari dichiarò che quasi tutti i circa 5 milioni di cartucce prodotte di E.T. tornarono indietro invenduti. Ad essere invenduti risultarono anche 5 milioni di cartucce di Pac-Man, su un totale di 12 milioni di copie prodotte. Molti specularono che la maggior parte di quelle cartucce fosse finita al macero nella discarica, triturata e sepolta come spazzatura. A partire dal 29 settembre dello stesso anno sopra al materiale triturato iniziò ad essere colato del calcestruzzo, un evento molto raro in una discarica. Un lavoratore anonimo dichiarò: «Ci sono degli animali morti lì sotto. Non vogliamo che dei bambini si ammalino, scavando nella discarica.»
La cittadinanza cominciò a protestare contro il massiccio quantitativo di materiale che Atari inviava alla discarica, una protesta riassunta da un consigliere conteale con la dichiarazione «noi non vogliamo essere un impianto industriale di smaltimento per El Paso». Il consigliere ordinò ad Atari di cessare al più presto lo smaltimento presso la discarica cittadina e, a causa dell'impopolare azione di Atari, furono presi provvedimenti affinché la società di gestione della discarica fosse in futuro più limitata nel poter accettare le richieste di smaltimento provenienti da enti esterni alla cittadina per soli motivi economici.

### Dubbi sulla veridicità
La storia delle cartucce sepolte si trasformò ben presto in una sorta di leggenda metropolitana, tanto che alcune persone stentarono a credere che fosse vera. All'epoca venne diffusa solo una fotografia dell'evento, ed era di bassa qualità e scattata da lontano, per cui non confermava la leggenda; non sono apparse altre immagini prima del ritrovamento. In un'intervista rilasciata nel 2005, l'autore del gioco E.T. the extraterrestrial, Howard Scott Warshaw, espresse dei dubbi sulla veridicità dell'evento e sulla possibilità che milioni di copie del gioco potessero aver fatto quella fine; egli affermò che, a suo parere, Atari aveva riciclato i componenti delle cartucce per recuperare parte del denaro perso.
John Wills scrisse su Pacific Historical Review che anch'egli credeva che la sepoltura fosse una leggenda metropolitana, la cui popolarità era stata alimentata dal fatto che la località sede dell'evento era vicina sia al sito dell'incidente di Roswell sia al luogo del primo test nucleare.

### Ritrovamento dei videogiochi
Il ritrovamento è stato possibile più di trent'anni dopo grazie a Joe Lewandowski, proprietario del terreno. Questi afferma che già sapeva della veridicità della sepoltura, perché nell'agosto 1983 aveva acquistato un'altra società di smaltimento rifiuti dalla BFI; uno dei suoi camionisti gli raccontò lo strano evento e Lewandowski andò a verificare di persona alla discarica. Tuttavia Lewandowski non seppe della leggenda metropolitana nata intorno al fatto, fino al novembre 2010, quando Discovery Channel lo contattò in proposito. In seguito volle organizzare degli scavi di recupero, ma ottenere i permessi richiese molto tempo per via dell'opposizione di politici e ambientalisti. Si dovettero inoltre trovare i finanziamenti necessari, infatti due giorni di scavi costarono oltre 50.000 dollari; questo fu possibile grazie alla collaborazione con Microsoft.
Il 26 aprile 2014, durante gli scavi nel deserto di Alamogordo (Nuovo Messico) collegati alla ripresa del documentario sui videogiochi Atari: Game Over, diretto da Zak Penn e finanziato da Microsoft (inizialmente era un'esclusiva per Xbox Video), Larry Hryb annunciò su Twitter il ritrovamento effettivo delle cartucce di E.T the extraterrestrial per Atari 2600; oltre a quelle di E.T., vennero ritrovate anche alcune cartucce di Centipede, Star Raiders, Raiders of the Lost Ark e Asteroids, nonché molto materiale cartaceo come dépliant, confezioni, libretti di istruzioni e componenti hardware di vario genere. La notizia suscitò molto clamore nella community dei videogiocatori.
Sono state recuperate circa 1300 cartucce, di 62 videogiochi diversi. Si stima che in tutto nella discarica vennero sepolte circa 792.000 cartucce; di quelle recuperate, alcune vennero messe in vendita in aste su internet, mentre altre vennero donate al museo dei videogiochi VIGAMUS di Roma, dove sono esposte al pubblico. Lewandowski afferma di aver venduto su eBay 881 videogiochi recuperati, a 17 diversi Paesi, per un ricavo totale di 107.935 dollari; la vendita più redditizia è stata una copia di E.T. a 1.535 dollari.
Secondo Lewandowski è improbabile che ci saranno ulteriori scavi, perché lo Stato del Nuovo Messico e la contea di Alamogordo non lo permetterebbero; anche nel 2014 aveva a disposizione un unico tentativo, senza garanzie che stesse scavando nel punto giusto.

## Analisi economica
L'evento è divenuto ben presto uno dei più significativi della crisi dei videogiochi del 1983, ed è spesso citato come monito circa le conseguenze che si possono avere per colpa di errate scelte commerciali, anche se viene suggerito come la distruzione dei prodotti invenduti, così come Atari fece con le cartucce dei suoi giochi, permetta alle società di eliminarli dal magazzino e quindi dal bilancio finale dato che ai fini fiscali un prodotto in giacenza produce comunque un utile.
Warshaw pensa anche che l'insuccesso commerciale di Pac-Man ed E.T. non sia stata la vera causa che ha portato Atari alla crisi del 1983: secondo lui, infatti, è stata l'errata politica commerciale della società che ha fatto esplodere la bolla del mercato dei videogiochi non appena Atari si è trovata in cattive acque:
(Howard S. Warshaw)
La tesi secondo cui non è stata la scarsa qualità dei giochi ad affossare Atari è sposata anche da Travis Fahs di IGN: secondo la sua analisi, in quel periodo Atari (e altri produttori) aveva in commercio molti giochi di qualità che vendevano bene e anche "ET" e "Pac-Man" alla fine furono comunque dei successi:
(Travis Fahs)
Fahs crede che i problemi della società, incluso il grosso quantitativo di cartucce invendute poi mandate alla discarica, non siano quindi da attribuire alla qualità intrinseca dei titoli pubblicati ma piuttosto alla stima in eccesso fatta dai suoi analisti circa le reali capacità di ricezione di molti nuovi giochi da parte di un mercato ormai saturo. A questo si aggiunge il fatto che Atari aveva da poco attuato un grosso taglio dei prezzi al listino della 2600 in concomitanza con il lancio della nuova console Atari 5200 che ne avrebbe dovuto raccogliere l'eredità. Il calo degli introiti derivanti dalle minori entrate della 2600 sommato allo scarso successo commerciale della 5200, che non vendette come previsto, sono i reali fattori che, secondo Fahs, portarono alla crisi che colpì Atari:
(Travis Fahs)

## Opere dedicate
- Il documentario Atari: Game Over (2014) diretto da Zak Penn tratta in dettaglio l'evento, come parte della storia dell'Atari, e venne girato proprio in corrispondenza degli scavi.
- Nel videoclip musicale di When I Wake Up (2007) dei Wintergreen viene raccontata la storia dell'insuccesso commerciale di E.T. l'extraterrestre. Il filmato termina con i membri del gruppo che scavano nella discarica di Alamogordo dissotterrando alcune cartucce del videogioco.[32]
- Nel film Angry Video Game Nerd: The Movie (2013) l'evento da cui si sviluppa la trama inizia proprio dalla sepoltura dei videogiochi Atari.[33]
- Nella quarta stagione del telefilm Elementary, le vicende dell'episodio 5 (The Games Underfoot - Giochi sepolti) prendono origine dalla ricerca di un videogioco sepolto in una discarica locale.[34]